# Territori d'Arkansas
El Territori d'Arkansas, inicialment organitzat com el Territori d'Arkansaw i creat a partir d'una porció del Territori de Missouri, va ser un territori organitzat incorporat als Estats Units que va existir del 2 de març de 1819 fins al 15 de juny de 1836, quan l'extensió final del territori va ser admesa dins la Unió com l'Estat d'Arkansas.